# زردالوآباد
زردالوآباد، روستایی در دهستان میش خاص بخش سیوان شهرستان ایلام در استان ایلام ایران است.

## جمعیت
بر پایه سرشماری عمومی نفوس و مسکن در سال ۱۳۹۵، جمعیت این روستا برابر با ۱۲۳ نفر (۳۳ خانوار) بوده‌است.